# Свети Илия (Богомила)
Вижте пояснителната страница за други значения на Свети Илия.
„Свети Илия“ или Горната църква (на македонска литературна норма: „Свети Илија“, Горната Црква) е православна църква във велешкото село Богомила, централната част на Северна Македония. Храмът е част от Повардарската епархия на Македонската православна църква – Охридска архиепископия.

## Архитектура
Църквата е разположена в западния край на селото. Според местното население това е по-старият от двата селски храма. В архитектурно отношение е малка, еднокорабна църква с издължена полукръгла апсида на източната страна. Градежът е от кършен камък. Покривът е на две води. Храмът се състои от две части – сегашното олтарно пространство, вкопано в земята, всъщност представлява стара църква, а новата доградена част играе роля на трапезария. Пред самата църква е запазена оригинална дълга каменна трапеза, доказателство за голямата възраст на храма.

## Живопис
В патронната ниша южно от западния вход в олтара има допоясно изображение на Свети Илия в зелена наметка с развит свитък с църковнославянски текст и гъше перо в ръка. Над лявото му рамо е изписана годината 1872, но синият фон и сигнатурата са прерисувани и под тях прозира част от оригиналния шрифт. Според художествените особености фреската е от XVII век, прерисувана от неук зограф в края на XIX или началото на XX век. По-стара живопис – вероятно не по-стара от тази от 1872 г., е централното изображение на Исус Христос на източната страна, част от правите фигури на светци от първата зона и част пророците в медальони във втората.
В църквата има икона на Свети Илия от 1939 година (31 х 22 х 1,8), подписана от Димитър Папрадишки. В Долната църква на селото - „Свети Атанасий“ се пазят царски двери и иконостасни икони от XVII век, сред които има и патронна икона на Възнесение Илиево и е възможно това да е иконостасът на църквата „Свети Илия“.